# Antonomase
Une antonomase (du grec ancien : ἀντονομάζειν / antonomázein « appeler d'un nom différent », de anti- « à la place de », et ονομάζειν / onomázein « nommer », de onoma « nom ») est une figure de style, soit un trope, dans lequel un nom propre, ou bien une périphrase énonçant sa qualité essentielle, est utilisé comme nom commun, ou inversement, quand un nom commun est employé pour signifier un nom propre,. Certaines antonomases courantes finissent par se lexicaliser et figurent dans les dictionnaires usuels (comme poubelle et silhouette, voir plus bas).

## Antonomase du nom propre
En rhétorique, l’antonomase du nom propre consiste à employer un nom propre pour signifier un nom commun. Selon le cas, ce type d'antonomase peut s'analyser comme une métaphore ou comme une métonymie.
On peut relier l'antonomase du nom propre à la synecdoque dans la mesure où l'individu portant le nom propre fait partie de l'ensemble évoqué (Don Juan, par exemple, fait partie des séducteurs). Mais, en d'autres cas, le procédé relève plutôt de la métaphore comme dans : « l'Einstein de la Bourse de Paris ». Elle suppose une connaissance partagée des qualités essentielles des personnages ainsi évoqués.
Contrairement à l’antonomase du nom commun qui tend à tomber en désuétude, l'antonomase du nom propre est relativement courante. La plupart du temps, le nom propre utilisé est celui d'une personne (que celle-ci soit réelle ou imaginaire), comme pour watt, diesel, ampère : ces noms communs étaient tous des noms propres à l'origine (noms de savants, d'inventeurs, etc.). Il s'agit donc d'une antonomase par métonymie. Il existe également des antonomases issues de prénoms fréquents : un « jules »  (un homme, un mari), une « nana » [de Anna] (une femme ou une fille, une copine), un « jean-foutre », une « marie-salope », les deux derniers étant formés à partir des prénoms courants Jean et Marie.
Les antonomases désignant un « Don Juan » (un séducteur), un « Tartuffe » (un hypocrite), un « Harpagon » (un avare), une « Pénélope » (une épouse fidèle), un « Apollon » (un bel homme), un « Brummell » (un élégant), un « Quisling » (collabo et dirigeant fantoche), un « Staline » (un dictateur sanguinaire), un « Michel-Ange » (un grand peintre), un « Gavroche » (un gamin des rues), etc. peuvent être analysées aussi bien comme des métaphores (tel séducteur peut être comparé à Don Juan, etc.), que comme des métonymies (tel homme appartient au groupe des séducteurs, dont Don Juan est le symbole). On retrouve ce procédé dans le langage courant argotique : « Ne fais pas ton de Funès ! » ou tout autre personnage, souvent dans l'entourage proche (« Ne fais pas ton Daniel ! »), dont on veut moquer les défauts au travers de son interlocuteur.
Michel Le Guern estime que pour qu'un nom propre puisse servir d'antonomase, il faut que ce ne soit plus tout à fait un nom propre, et qu'on puisse y déceler des éléments de signification : « où sont les Rossinis de notre époque ? » signifie « où sont les compositeurs comparables à Rossini ? ». On notera dans cette antonomase par métonymie la présence du « s » du pluriel, et ce malgré la majuscule.
Dès que l'antonomase du nom propre se lexicalise, la sensation d'avoir affaire à un nom commun domine peu à peu. La majuscule est conservée tant que le lien avec le nom propre originel est conscient. Dès lors que ce lien n'est plus conscient, le nom propre devient un véritable nom commun autonome, s'écrivant par conséquent sans majuscule. À titre d’exemples, on peut penser aux mots « mécène » (qui nous vient du personnage historique) ou « mentor » (du personnage de l’Odyssée).

### Inventeurs
Les noms de concepts ou de produits (ici, par ordre alphabétique) qui tirent leur origine du patronyme de leur créateur sont des exemples d’antonomase du nom propre :
- Algorithme est une légère déformation du nom Al-Khwârizmî, un mathématicien perse du IXe siècle.
- François Barrême était un mathématicien du XVIIe siècle. Le mot devenu « barème » apparut au XIXe siècle.
- Louis Béchameil de Nointel, maître d'hôtel de Louis XIV, créateur de la sauce béchamel.
- John Moses Browning, inventeur du pistolet semi-automatique.
- Calepin est issu du nom d'un lexicographe italien, Ambrogio Calepino, auteur d'un dictionnaire en latin-italien publié pour la première fois en 1502.
- Samuel Colt, créateur du premier revolver souvent appelé colt dans le langage familier.
- Le godillot, chaussure militaire du nom d'un fabricant et fournisseur de l'armée française, Alexis Godillot.
- John Loudon McAdam, inventeur du macadam vers 1820.
- Eugène Poubelle était préfet de la Seine, où il généralisa l'usage de la poubelle en 1884 à des fins de salubrité publique[7].
- Eugen Sandow utilisait des lanières de caoutchouc pour ses séances de musculation. Ce mot désigne à présent les tendeurs multi-usages.
- Les sandwichs ont pris le nom de John Montagu, 4e comte de Sandwich qui en faisait une consommation habituelle remarquée.
- Le vernier doit son nom à son inventeur Pierre Vernier, ingénieur militaire et mathématicien franc-comtois.
- Le bombard désignant un canot pneumatique de survie auto-gonflable et insubmersible qui équipe les navires du monde entier, doit son nom au biologiste Alain Bombard.

En physique, notamment en électricité, de nombreux noms d'inventeurs sont utilisés comme unités de mesure, telles que : un ampère (A) (André-Marie Ampère), un volt (V) (Alessandro Volta), un watt (W) (James Watt), un ohm (Ω) (Georg Ohm), un joule (J) (James Prescott Joule), un tesla (Nikola Tesla), un coulomb (Charles-Augustin Coulomb), un pascal (Pa) (Blaise Pascal), un hertz (Hz) (Heinrich Rudolf Hertz), un newton (N) (Isaac Newton).

### Arts, mythologie
Par ordre alphabétique:
- « Atlas » vient du Titan Atlas de la mythologie grecque condamné à porter le monde sur les épaules[6].
- Un « dédale » fait référence à Dédale, l'inventeur du Labyrinthe hébergeant le Minotaure.
- Un « don Juan » renvoie au personnage de séducteur créé par Tirso de Molina et repris notamment par Molière et Mozart.
- « Dugazon » a désigné une « mezzo-soprano légère, affectée aux emplois de soubrette », en souvenir de la chanteuse Madame Dugazon qui marqua ce type d'emploi lyrique.
- « Égérie » désigne une inspiratrice, une muse, selon le nom de la nymphe Égérie, que le roi Numa Pompilius rencontrait pour lui demander des conseils.
- Un « gavroche » renvoie au personnage d'enfant des rues dans le roman Les Misérables de Victor Hugo.
- Un « harpagon » renvoie au personnage principal dans L'Avare de Molière.
- « Mécène » désigne un « généreux donateur protégeant les arts et les artistes », en souvenir de Mécène, général romain de l'époque de l'empereur Auguste, qui, ayant accumulé une immense fortune au cours de ses campagnes, s'était offert une villa somptueuse entourée d'artistes.
- « Mentor » est originellement le nom du précepteur de Télémaque qui accompagna ce dernier dans son périple pour retrouver Ulysse, son père.
- « Mégère » désigne une « femme violente et agressive », en référence au personnage de Mégère, l'une des trois érinyes, dans la mythologie grecque.
- « Odyssée » désigne un long voyage, en référence au personnage d'Ulysse, dont le prénom original, grec, est Odysseus.
- Pantalon est un personnage de la commedia dell'arte s'habillant d'un pantalon.
- Le goupil a pris pour prénom « Renart »  au XIIe siècle à la suite de la rédaction du Roman de Renart. L'antonomase a consisté à utiliser « renart » pour désigner le goupil, renart devenant renard au XVIe siècle.
- « Silhouette » désigne une « figure vaguement esquissée », en souvenir des caricatures dessinées pour ridiculiser Étienne de Silhouette, un contrôleur des impôts du XVIIIe siècle.
- « Sosie » désigne une personne ressemblant fortement à une autre, par analogie avec le personnage de Sosie dans la pièce Amphitryon de Plaute. Le personnage de Mercure prend en effet les traits du valet appelé Sosie, pour couvrir les exactions de son père Jupiter.
- Un « tartuffe » renvoie au personnage d'hypocrite dans la comédie éponyme de Molière.
- Un « vatel » a désigné, à l'image de François Vatel, intendant de Fouquet, le chef organisateur d'un banquet : « Un banquet succulent leur a été servi [...] le vatel Duraude s'était surpassé. »[8]

### Origine géographique
- « Vandale », par antonomase du nom d'un peuple germanique qui envahit l'Empire romain au Ve siècle, les Vandales, désigne un individu destructeur.

Quelques antonomases du nom propre, contenant le mot « saint », ont perdu leur majuscule en se lexicalisant : un saint-bernard, un saint-émilion, un saint-honoré, le saint-nectaire. Plus généralement, les labels pour des productions de consommation, comme les appellations d'origine contrôlée, font généralement appel à un nom de lieu géographique.
Ultérieurement, un produit ainsi labellisé est très souvent désigné par antonomase ; exemples : un brie, un roquefort, un bordeaux, un savoie blanc, une morteau. Il ne porte pas de majuscule à l'initiale.

### Marques
Le nom de certaines marques déposées passe parfois dans le langage courant pour désigner certains objets. Ceci constitue une variété d'antonomase de nom propre. On dit ainsi couramment, ou l'on disait, pour certains termes vieillis : 
- Abribus (« aubette ») ;
- Bétadine (pour « Povidone iodée ») ;
- Bic (pour « stylo à bille ») ;
- Brumisateur (pour « Spray ou Atomiseur ») ;
- Caddie (« chariot de supermarché ») ;
- Coca (pour « boisson aux extraits de cola ») ;
- Canadair (pour « Avion bombardier d'eau ») ;
- Cocotte-minute (« autocuiseur ») ;
- Criterium (pour « portemine » ou « stylo à mine ») ;
- Everite (pour « plaque fibro-ciment ») ;
- Fermeture éclair (« fermeture à glissière ») ;
- Escalator (« escalier mécanique ») ;
- Fenwick ou Clark (pour « chariot élévateur ») ;
- Frigidaire — abr. frigo (pour « réfrigérateur ») ;
- Frigolite (« polystyrène ») ;
- Gramophone (issu du nom de l'inventeur du lecteur de disques à galette faisant suite au phonographe à cylindres) ;
- Jacuzzi (« bain à remous ») ;
- Kärcher (« nettoyeur haute-pression ») ;
- Kleenex (« mouchoir en papier ») ;
- K-way (« coupe-vent imperméable ») ;
- Limonaire (« orgue de foire », originellement fabriqué par les deux frères Limonaire) ;
- Micheline (« autorail » ; origine : type d'autorail sur pneus Michelin) ;
- Pédalo (« bateau à pédales ») ;
- Boules Quies (« bouchons d'oreilles ») ;
- Scotch (« ruban adhésif » ou « bande adhésive ») ;
- Solex ou Mobylette (« cyclomoteurs ») ;
- Sopalin (« essuie-tout ») ;
- Taser   ( Pistolet à impulsion électrique) ;
- Velux (« fenêtre de toit » ; tend également à remplacer les mots « vasistas » et « imposte ») ;
- Zeppelin (« ballon dirigeable ») ;
- Zodiac (« canot pneumatique à moteur »), etc.

On peut citer directement la marque pour désigner une substance, comme pour l'eau minérale : de l'Évian, de la Vittel, de la Badoit, de la Contrex ; ou pour un produit à récurer : du Cif, de l'Ajax. De même l'eau de Javel, tirant son nom du quartier de Javel, désigne couramment une solution d'hypochlorite de sodium, tandis que l'eau de Cologne, du nom de la ville de Cologne, désigne une solution alcoolisée parfumée.

### Cuisine, plats
Par ordre alphabétique:
- Le Bellini (cocktail), d'après le peintre vénitien de la Renaissance Giovanni Bellini ;
- Le carpaccio  doit son nom à au peintre italien Vittore Carpaccio ;
- la charlotte aurait été inventé en l'honneur de la reine Charlotte de Mecklembourg-Strelitz  ;
- Le hachis parmentier été nommé en l'honneur du pharmacien Antoine-Augustin Parmentier ;
- Le kir est baptisé de son nom par le chanoine et homme politique Félix Kir ;
- La madeleine tirerait son nom d'une jeune cuisinière de Commercy, Madeleine Paulmier ;
- Les Œufs Bénédicte ou Bénédict, peut-être d'après Lemuel Benedict ;
- La pêche melba a été créé en 1894 par Auguste Escoffier, pour la soprano Nellie Melba ;
- La pizza Margherita a été nommée en l'honneur de la reine Marguerite de Savoie ;
- Le Tournedos Rossini a été nommé en l'honneur du compositeur Italien Giacono Rossini ;
- La Salade César a été nommée en l'honneur de Caesar Cardini ;
- Le Sandwich tient par convention son nom de John Montagu, quatrième comte de Sandwich ;
- La sauce béchamel doit son nom au Marquis Louis de Béchameil de Nointel, etc.

### Nom propre employé pour un autre
L’antonomase du nom propre pour un autre nom propre consiste à employer un nom propre pour signifier un autre nom propre. Ainsi, « le Michel-Ange de l’art moderne » pourra désigner Pablo Picasso. Elle est soit considérée comme une variété d'antonomase de nom propre, soit comme une simple métaphore. Quand on dit « le Corse » pour désigner Napoléon Bonaparte, il ne s'agit plus d'une métaphore, mais d'une inclusion (Napoléon appartient réellement à l'ensemble des Corses) qui s'apparente à l'antonomase du nom commun, et plus précisément à l'antonomase d'excellence.

## Antonomase du nom commun
L'antonomase du nom commun, parfois appelée antonomase inverse, consiste à employer un nom commun pour signifier un nom propre. Par exemple, quand une marque commerciale est à l'origine un nom commun : « fumer des Gitanes ». En France, quand on évoque « le Général », on comprend qu’il s’agit de Charles de Gaulle, tandis que « le Maréchal » fait référence à Philippe Pétain. Le « Grand Timonier » est également compris par beaucoup comme désignant Mao Zedong.

### Antonomase d'excellence
Plus spécifique, l’antonomase d'excellence utilise un nom commun pour désigner la « valeur superlative » dans le domaine où une personne s’est illustrée. Cette variété est presque toujours précédée de l'article défini singulier, et commence normalement par une majuscule : « le Poète » peut désigner Virgile, parce qu'il est considéré comme le plus grand des poètes. L’antonomase d’excellence est rare dans le langage contemporain, on y avait davantage recours dans la langue classique ou classicisante[Quoi ?] du XIXe siècle et du début du XXe siècle. On peut l'y interpréter comme une marque de connivence, presque un snobisme : dire ou écrire « l'Orateur » et attendre qu'on comprenne « Démosthène », cela suppose que l'auditeur ou le lecteur sache qu'on attribue à Démosthène la première place parmi les orateurs, et ait donc un certain niveau de culture, voire appartienne à une certaine classe sociale. L'inverse (« le Démosthène du parti socialiste ») est moins élitiste, parce qu'il est plus facile de trouver « orateur » à partir de « Démosthène » (au besoin il suffit d'un dictionnaire) que l'inverse.
Les écrivains d'expression grecque ou latine utilisaient souvent ce procédé. Ainsi, l'expression latine propre à la scolastique magister dixit (« le maître l’a dit ») repose sur un tel présupposé : « le maître » représente ici Aristote. Il ne faut pas la confondre avec ipse dixit, « c'est lui qui l'a dit », traduction latine par Cicéron de la formule grecque αὐτὸς ἔφα / autòs épha, de même sens, où « lui » doit être compris comme Pythagore.
Bien qu'elle prenne ordinairement la majuscule, l'antonomase d'excellence n'est pas un véritable nom propre, car elle est dérivée de la simple anaphore présentée au paragraphe précédent. Ce n'est que par un phénomène de lexicalisation que celle-ci peut finalement devenir un véritable surnom, c'est-à-dire une autre forme du nom propre. En latin Urbs (« la ville ») désigne Rome par antonomase d’excellence. De la même façon, Constantinople, la ville de référence dans l'Orient méditerranéen, devint Istanbul (du grec is tin Poli, « vers la Ville »).
Un certain nombre de noms propres sont cependant produits au moyen de l'antonomase du nom commun. Il existe de par le monde de nombreux arcs de triomphe (nom commun), mais pour un Parisien, voire un Français, l'« Arc de Triomphe » (nom propre) ne peut désigner qu'un seul arc de triomphe, celui de la place de l'Étoile, à Paris. Il existe, à travers les divers mythes et religions du monde, une infinité de dieux (nom commun), mais pour un monothéiste, il n'y en a qu'un seul, simplement appelé « Dieu » (nom propre, sans déterminant).
Pour un historien, une période de prospérité succédant à une période de crise est souvent appelée une « renaissance » (nom commun), par exemple, la renaissance carolingienne au IXe siècle, mais lorsqu'on parle de « la Renaissance » (nom propre), cela désigne toujours la période de renouveau des arts qui suit le Moyen Âge.
Dans certains cas, l’antonomase peut prêter à confusion, par exemple The City (« la ville »), utilisée pour désigner Londres, mais aussi New York.
Dans le même ordre d’idées, un Luxembourgeois de la campagne dira die Stadt (« la ville ») pour Luxembourg–ville.

### Antonomase par périphrase ou pronomination
La dénomination par syntagme, dérivée d'une apposition dont le noyau syntaxique est sous-entendu, n’est pas une antonomase mais une ellipse ou une pronomination et s'apparente à une métonymie (l'accessoire se substitue à l'essentiel) :
- « Le Stagirite » désigne Aristote.
- « L'Inventeur de la psychanalyse » désigne Sigmund Freud.
- « L'Île de Beauté » est une métaphore figée pour désigner la Corse.
- « La Ville aux cent clochers » évoque Rouen, connue pour ses nombreux édifices religieux.
- « La cité phocéenne » désigne Marseille[11]
- « Le Prince des orateurs » désigne Cicéron.
- « Le Monstre des Carpates » désigne Dracula.
- « La Mecque du cinéma » désigne Hollywood, c'est-à-dire la « ville-phare, où tout le monde est forcé d'aller un jour ». L'analogie entre « La Mecque, ville incontournable pour les pèlerins musulmans » et n'importe quelle ville pouvant dans un autre contexte jouer un rôle similaire, invite à analyser cette antonomase comme une métaphore.
- « Le Prince des poètes » désigne Pierre de Ronsard.
- « Le Prince des évêques » désigne le pape.
- « Le Prince des apôtres » désigne saint Pierre.
- « Un journal satirique paraissant le mercredi » désigne Le Canard enchaîné.
- « Un grand quotidien du soir » désigne  Le Monde.
- « Le Père des nations » désigne Abraham et Joseph Staline.
- « Le Père des peuples » ou désigne Joseph Staline.
- « Le Petit Père des peuples » désigne le tsar de Russie, et notamment Nicolas II, le dernier d'entre eux ou, plus tard, Joseph Staline.
- « Le Roi de la pop » désigne Michael Jackson.
- « Le Talon de Fer », titre d'un roman de Jack London, désigne le principe de répression par une Oligarchie.
- « La Dame de Fer » peut désigner soit la Tour Eiffel, soit Margaret Thatcher. Cette dernière a reçu ce surnom en référence à celui associé à la Tour Eiffel.

## Exemples
Les mots « auguste » et « Auguste » constituent un cas exemplaire qui permet à lui seul de résumer les types d’antonomases décrites. Au départ, en latin, « augustus » est un adjectif, signifiant « majestueux, vénérable, solennel, divin ». En 27 av. J.-C., Octave, premier empereur romain, reçoit du Sénat le titre d’Imperator Caesar Augustus. Auguste sera désormais le nom sous lequel l’Histoire le retient. Si l’on accepte qu’un adjectif vaut ici pour un nom commun, on convient qu’on a affaire à une antonomase du nom commun devenue un nom propre. Dès la fin du Ier siècle, le titre d’« Auguste » est adopté par les empereurs romains. Il s’agit là d’une antonomase du nom propre pour un autre nom propre. À la fin du IIIe siècle, Dioclétien instaure le système de la tétrarchie : l’empire est gouverné par quatre empereurs, deux empereurs de premier plan, appelés « augustes », assistés de deux coempereurs, appelés « césars ». Le mot « auguste », ainsi que le mot « césar », deviennent des noms communs, et nous voici en présence d’une antonomase du nom propre devenue un nom commun.
De même, « Madeleine » et « madeleine » ont une histoire semblable. Le prénom Madeleine est à l'origine un simple adjectif, signifiant l'origine : en latin Maria magdalena, soit Marie de Magdala. Ensuite, l'attribution de ce prénom à une nouvelle pâtisserie, si l'on considère qu'elle porte le nom de la personne qui l'a fait découvrir au monde, est plutôt une métonymie.